# سيدي الأخضر (ولاية عين الدفلى)
سيدي الأخضر هي إحدى بلديات ولاية عين الدفلى الجزائرية.

## الشؤون الدينية

### المساجد
تحتوي هذه البلدية على العديد من المساجد التي تشرف عليها مديرية الشؤون الدينية والأوقاف لولاية عين الدفلى تحت وصاية وزارة الشؤون الدينية والأوقاف.
- المسجد العتيق

### الزوايا
- «زاوية سيدي الطيب العيشوني».[3]